# Henry Boucher
Pour les articles homonymes, voir Boucher.
Henry Boucher, né le 19 septembre 1847 à Bruyères (Vosges) et mort le 1er février 1927 à Nancy (Meurthe-et-Moselle), est un homme politique français.

## Biographie
Il est issu d'une famille aisée, d'un père notaire et d'une mère fille de propriétaire de papeterie de Docelles, dont Théodore reprend plus tard la direction. Après des études aux collèges d'Épinal, de Metz puis au lycée de Nancy et enfin au collège Sainte-Barbe, Henry Boucher est licencié en droit à Paris en 1868 et fréquente les milieux républicains. Il participe à la guerre de 1870 comme volontaire et a successivement les grades de sergent, lieutenant, puis capitaine. Il prend part aux campagnes des Vosges, de la Loire, et de l'Est, au 58' régiment de mobiles. Il finit la guerre comme capitaine dans l'armée de Bourbaki et est interné en Suisse. Il laisse d'abord la direction de la papeterie de Docelles à son frère conservateur et fonde en 1872 plusieurs fabriques de papier et de cellulose à Gérardmer et Rambervillers. Conseiller général du canton de Bruyères de 1880 à 1890 et conseiller municipal de Gérardmer entre 1888 et 1906, il est élu pour la première fois député en 1889, contre Charles de Ravinel. Il entre alors dans la loge maçonnique d'Épinal et en devient le vénérable.
À la Chambre, il se penche sur les problèmes relatifs à l'assistance médicale gratuite (1894), aux concours internationaux de tir ou de gymnastique, aux secours à accorder aux victimes des menées anarchistes à Paris et à Lyon (1895), aux conventions avec Haïti (1900). Il prit part à de nombreux débats sur les postes et télégraphes, sur l'agriculture et sur l'enseignement technique et devait se préoccuper activement d'autre part des questions coloniales, africaines en particulier. En 1895, il s'attache à mettre en valeur une région désertique en Tunisie. Il participa à la discussion sur l'expédition de Madagascar en 1894.
Au cours de la législature de 1893, en qualité de membre de la Commission du travail, il a également suivi les débats concernant le travail industriel des femmes et des enfants, les mesures contre le chômage, le placement des ouvriers, et les accidents du travail. Il joue un rôle prépondérant dans l'élaboration de la Charte des sociétés de secours mutuel et dans la préparation de l'Exposition universelle de 1900.
Lors du ministère de Jules Méline, un autre républicain vosgien, il devient ministre du Commerce, de l'Industrie, des Postes et Télégraphes du 29 avril 1896 au 28 juin 1898 dans son gouvernement. Il dépose de nombreux projets de loi concernant notamment les frontières douanières, la vente des navires, le régime des sucres, le péage au port de Rouen, l'administration temporaire des fils de laine, les primes à la filature de la soie, la convention avec la compagnie transatlantique, les hôtels des postes de différentes villes, l'exposition internationale de Bruxelles, les caisses d'assurance, le service des colis postaux, le placement des ouvriers, les services postaux avec l'Algérie, la Tunisie, la Tripolitaine, le Maroc et la Corse, la conférence télégraphique internationale de Budapest, enfin la création d'un Office national du commerce extérieur.
En tant que ministre du Commerce, Henry Boucher a Maurice Ordinaire comme directeur de cabinet.
Après 1898, il passe dans l'opposition, étant contre la séparation des Églises et de l'État demandé par les radicaux. Il est président de la Chambre de commerce d'Épinal à partir de 1902 jusque 1910. Il est aussi président du syndicat des fabricants de papier en France. Il cède ses usines à ses enfants dans les années 1900. Anti-dreyfusard, il suit l'avis de Jules Méline et démissionne de la franc-maçonnerie. Après le gouvernement Émile Combes, il préconise l'alliance avec la droite. Voyant ses positions affaiblies pour une nouvelle députation, il se présente en 1909 aux sénatoriales mais échoue à l'âge de 80 ans à se faire réélire en 1920. Il a été président d'honneur du comité des expositions à l'étranger, membre du comité puis directeur de l'office colonial du commerce extérieur, membre du comité supérieur de l'enseignement technique et des conseils supérieurs de l'agriculture, des prisons et du commerce et de l'industrie.

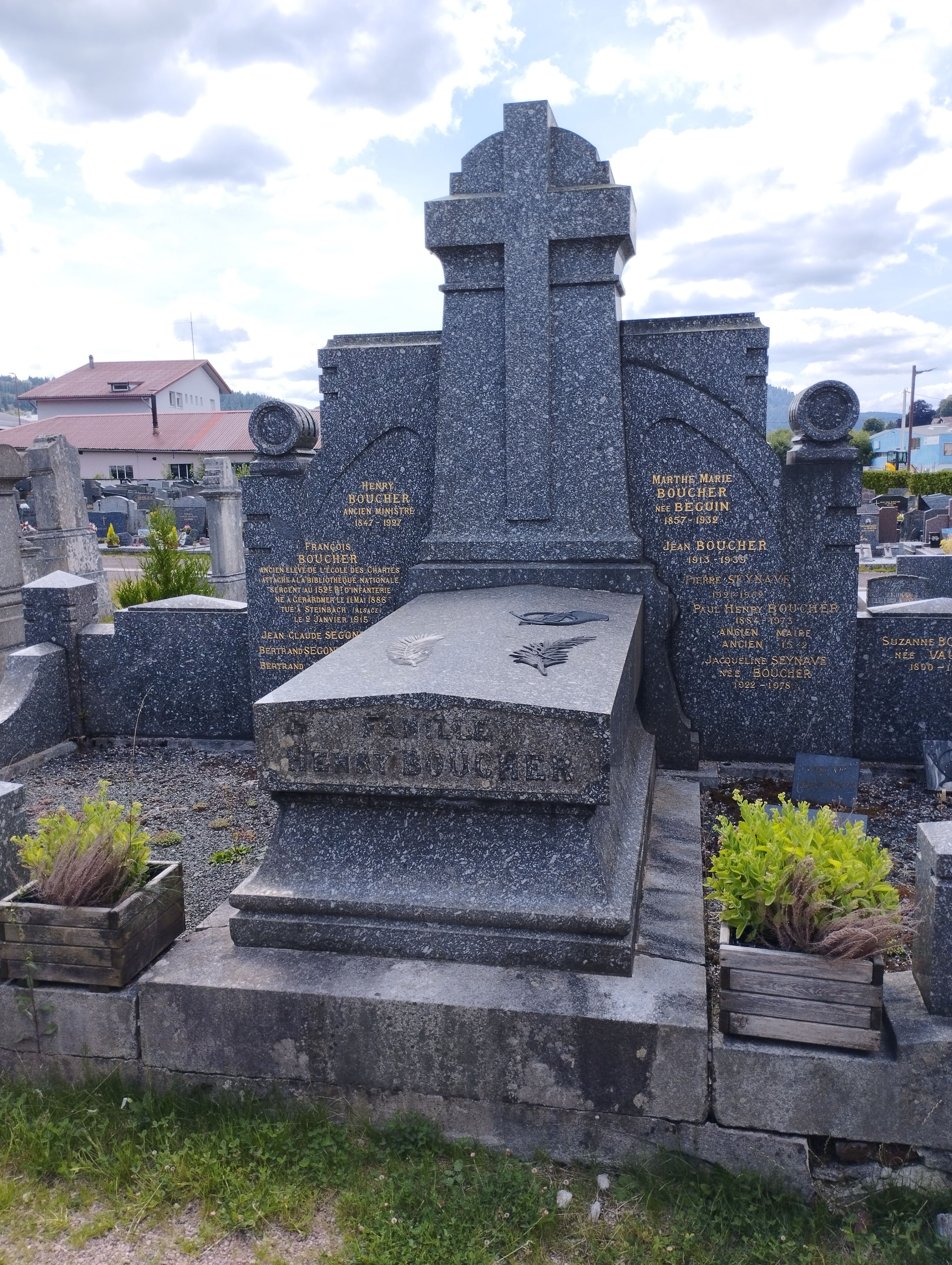
Tombe d'Henry Boucher au cimetière de Gérardmer.

Ses enfants sont Paul Boucher, médaillé de la Légion d'honneur et de la Croix de guerre et François Boucher, mort le 2 janvier 1915 à Steinbach (Alsace) lors de la Première Guerre mondiale. Paul fut maire de la ville de Gérardmer pendant la Seconde Guerre mondiale.
Il est inhumé au cimetière de Gérardmer.

## Décorations
- Grand Croix de l'Ordre de l'Aigle blanc de Russie
- Grand Croix de l'Ordre de Léopold de Belgique
- Grand-croix de l'ordre du Nichan Iftikhar de Tunisie

## Sources
- « Henry Boucher », dans le Dictionnaire des parlementaires français (1889-1940), sous la direction de Jean Jolly, PUF, 1960 [détail de l’édition]
- Dir. Jean El Gammal, François Roth et Jean-Claude Delbreil, Dictionnaire des Parlementaires lorrains de la Troisième République, Metz, Serpenoise, 2006 (ISBN 2-87692-620-2, OCLC 85885906, lire en ligne), p. 333